# Sint Annaparochie
Sint Annaparochie (Bildts en Fries: Sint-Anne of Sint Anne) is een dorp in de gemeente Waadhoeke, in de Nederlandse provincie Friesland. Het dorp ligt ten noordwesten van Leeuwarden, tussen Sint Jacobiparochie en Vrouwenparochie. 
In 2023 telde Sint Annaparochie 4.920 inwoners. Het is daarmee na Franeker de grootste plaats in de gemeente Waadhoeke. Tot de gemeentelijke herindeling van 2018 was Sint Annaparochie de hoofdplaats van de voormalige gemeente het Bildt.

## Geografie
De buurtschap Stad Niks ligt in het dorpsgebied van Sint Annaparochie. Tot 2006 hoorde het dorp Nij Altoenae bij Sint Annaparochie. 
In het dorp liggen de Noorder en de Zuidervaart en ten zuiden van het dorp liggen de Blikvaart en de Zuidhoekstervaart. De N383 en de N393 komen samen in het dorp.

## Geschiedenis
Sint Annaparochie is een dorp dat door de inpoldering van het Bildt in 1505 is ontstaan. Het dorp werd gesticht als een van de drie nederzettingen waar de werklieden woonden die betrokken waren bij de inpoldering van het Bildt. De nederzetting werd Altena genoemd, naar de oorspronkelijke streek waar de bedijkers vandaan kwamen. Toen de inpoldering was afgerond, bleef men wonen op het nieuwe land.

## Kerken
Het dorp kreeg een kerk, gebouwd van hout en stro. Het Bisdom van Utrecht wilde de kerk echter niet inzegenen vanwege de bouwvalligheid van het gebouw. De kerk werd vervangen door een vermoedelijk Griekse kruiskerk, waarbij het schip en de zijbeuk even lang zijn. De kerk kreeg de naam Annaparochie, vernoemd naar de heilige Anna, de moeder van Maria. Deze naam werd later ook gebruikt voor het dorp.
In 1682 werd deze kerk gesloopt en werd op dezelfde plek in opdracht van Willem van Haren (1626-1708) een nieuwe kerk gebouwd. Deze kerk, die in 1683 gereed kwam, werd een kenmerkend achthoekige centraalbouw en kreeg de naam Van Harenskerk. De in 1700 geplaatste, rijk versierde preekstoel van houtsnijwerk is afkomstig uit Duitsland, uit een nalatenschap van Maria van Nassau.
Het kerkorgel, waarvan alleen de lege orgelkast nog aanwezig is, werd in 1727 gebouwd door de Duitser Johannes Radeker uit Danzig, die leerling en meesterknecht was van onder anderen Arp Schnitger en Christian Müller. Het orgel werd geschonken door Willem van Haren (1655-1728) en Rixt van Andrea. Achter de kerk staat de grafkapel (1688) van de familie Van Haren. De koperen deuren naar de grafkapel zijn geschonken door koning Karel XI van Zweden.
In de grafkelder onder de grafkapel zijn 13 personen uit het geslacht Van Haren bijgezet. In de oude kerk trouwde op 22 juni 1634 de kunstschilder Rembrandt van Rijn met Saskia van Uylenburgh. Een bronzen beeld voor de huidige kerk herinnert hieraan.
Sint Annaparochie heeft een PKN-gemeente, die gebruikmaakt van de Gideonkerk en de Van Harenskerk. Verder is er een rooms-katholieke parochie, die de Skúl als kerk gebruikt.

## Monumenten
Ten noorden van Sint Annaparochie bevindt zich het rijksbeschermd gezicht Oude en Nieuwe Bildtdijken. Ook bevinden zich meerdere rijksmonumenten in Sint Annaparochie.

## Centrumfunctie

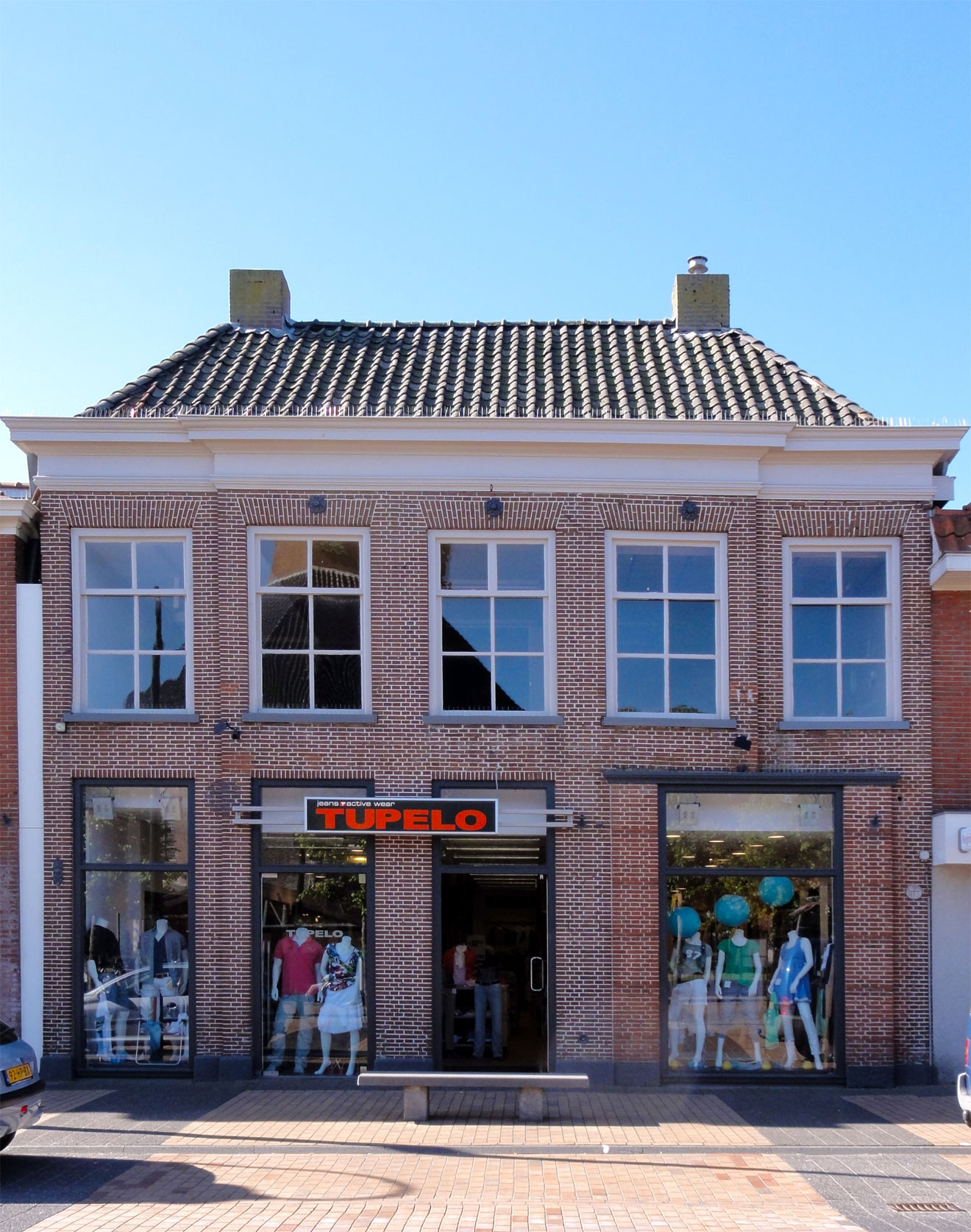
Winkel in een rijksmonument

Sint Annaparochie heeft een centrumfunctie voor de omliggende dorpen. Het dorp beschikt over meerdere winkelstraten met onder meer supermarkten, kledingzaken, drogisterijen en winkels in huishoudelijke en doe-het-zelfartikelen.
Verder zijn er twee sportcomplexen: de Waaie voor voetbal en kaatssport en sporthal/zwembad de Bildtse slag.

## Wijken

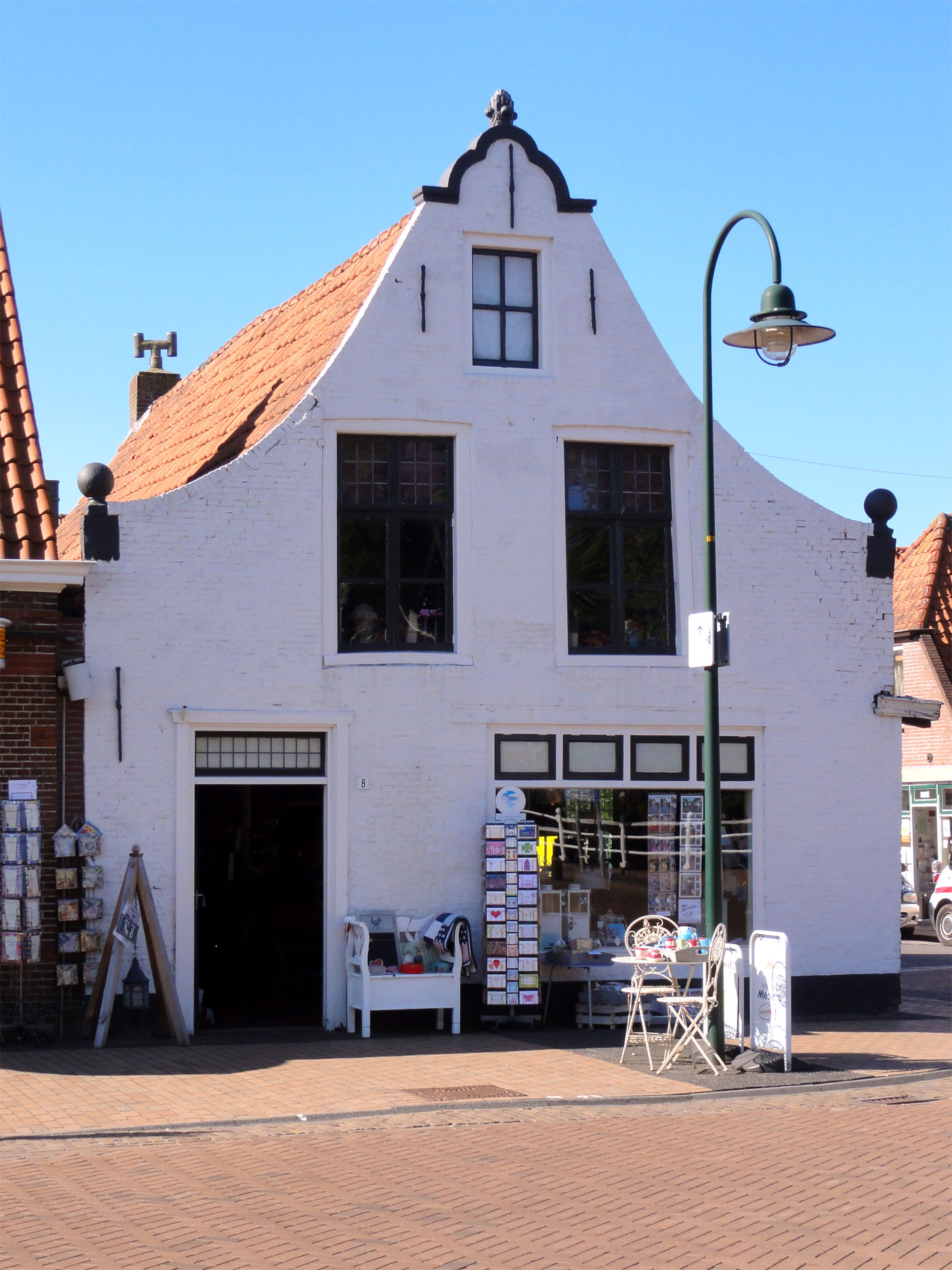
Bewoning aan de Van Harenstraat

Het dorp ligt rond de aansluiting van de N383 (ter plaatse Warmoesstraat geheten) op de N393 (Middelweg-Oost, Van Harenstraat, Statenweg, Middelweg-West). De oudste bebouwing staat aan de Van Harenstraat en een deel van de Warmoesstraat. Deze bebouwing vormt de kern van het dorp. Later werd het dorp uitgebreid aan weerszijden van de Van Harenstraat en ten oosten van de Warmoesstraat en de in het verlengde daarvan liggende Stadhoudersweg.
In de jaren zeventig van de twintigste eeuw werd de woonwijk in het zuidwesten ontwikkeld. In de jaren tachtig volgde uitbreiding in het noordoosten en het volgende decennium werden de wijken Fogelsang en Kronenburg in het zuidwesten en de Appelbuurt in het noordwesten ontwikkeld.
In de Appelbuurt hebben de straten appelnamen gekregen, een herinnering aan de fruitteelt die het dorp vroeger rijk was. Sinds 2000 wordt in fases de wijk Nije Kamers gerealiseerd. Enkele straatnamen in het dorp, zoals Hollandse Straat en Dordtse Straat, herinneren aan de Hollandse bedijkers van het Bildt.

## Onderwijs
Sint Annaparochie heeft twee basisscholen: CBS de Slotschool en OBS 't Fonnemint. Het voortgezet onderwijs is sinds 2015 gerealiseerd in Campus Middelsee. Hier wordt onderwijs aangeboden aan leerlingen in het vmbo en de onderbouw van havo en vwo. CSG Ulbe van Houten, CSG Comenius zijn in het gebouw gehuisvest.

## Sportverenigingen
- VV Sint Annaparochie, voetbalvereniging
- Kaatsvereniging K.F. Sint Anne - Drie spul is út
- Biltse Tennis Club (BTC)
- Dartclub 'De Bildtstars'
- Volleybalvereniging VoVeSa
- Handbalvereniging S.G.K. '47 (Sport Geeft Kracht)
- Gymnastiekvereniging SSS
- Zwemvereniging De Skelp
- Bildtse Badminton Club (BBC)
- Handbalvereniging F.H.C. Sint Annaparochie (Friese Handbal Club)

## Cultuur
Het koor De Bútsoekers is opgericht in 2002. Het dorp heeft verder een dorpshuis plus, het multifunctioneel centrum Ons Huis. 

## Inwoners
- 1744: 1137
- 1954: 3756
- 1959: 3697
- 1964: 3879
- 1969: 2448
- 1974: 2316
- 2004: 3990
- 2007: 4050
- 2009: 4380
- 2015: 3895
- 2017: 3945 (exclusief buitengebied)
- 2018: 4832
- 2019: 4875
- 2020: 4895
- 2021: 4930
- 2023: 4290

## Geboren
- Onno Zwier van Haren (1713-1779), jonkheer, dichter, (toneel)schrijver en politicus
- Hartman Sannes (1890-1956), onderwijzer, historicus en schrijver
- Josia Rijks[2] (1901-1988), yogaleraar ('Saswitha')
- Koos Koster (1936-1982), journalist
- Klaas Dankert (1942-2024), politicus
- Gerrit Krol (1945), politicus
- Klaas Tuinstra (1945-2022), politicus

## Overleden
- Willem van Haren (1655-1728), grietman

## Bekende inwoners
- Saskia Uylenburgh (1612-1642), echtgenote van Rembrandt
- Willem van Haren (1626-1708), grietman, rentmeester, staatsman, diplomaat en curator van de Universiteit van Franeker
- Willem van Haren (1710-1768), jonkheer, dichter, diplomaat en criticus
- Adam Ernst van Haren (1683-1717), grietman van Het Bildt en lid van de Gedeputeerde Staten van Friesland
- Jan Jacob Schipper (1908-1987), tuin-en landschapsarchitect en schrijver.

## Bereikbaarheid

### Openbaar vervoer
Van en naar Sint Annaparochie gaan de volgende buslijnen:
- Lijn 70: Leeuwarden - Bitgum - Berltsum - Sint Annaparochie - Sint Jacobiparochie - Minnertsga
- Lijn 72: Sint Annaparochie - Vrouwenparochie - Stiens - Britsum - Koarnjum - Jelsum - Leeuwarden
- Lijn 73: Leeuwarden - Jelsum - Koarnjum - Britsum - Stiens (- Vrouwenparochie - Sint Annaparochie - Nij Altoenae) - Oudebildtzijl

Het busvervoer wordt gereden door vervoerder Qbuzz.
Sint Annaparochie was van 1902 tot 1936 voor reizigers tevens bereikbaar via het spoor. Het station Sint Annaparochie lag aan de spoorlijn Stiens - Harlingen en was van het type NFLS halte 1e klasse. Op 15 mei 1935 werd de reizigersdienst tussen Tzummarum en Harlingen gestaakt. Het spoor bleef tot 1 december 1940 in gebruik voor het vervoer van goederen (voornamelijk landbouwproducten).

### Wegennet
De N383 loopt vanaf Sint Annaparochie naar Marsum waar deze aansluit op de A31 richting Harlingen en de Afsluitdijk en de N31 naar Leeuwarden. Met de in 2014 voltooide aanleg van de Haak om Leeuwarden is de reistijd richting Drachten en Heerenveen met 15 tot 20 minuten teruggebracht.

## Fotogalerij

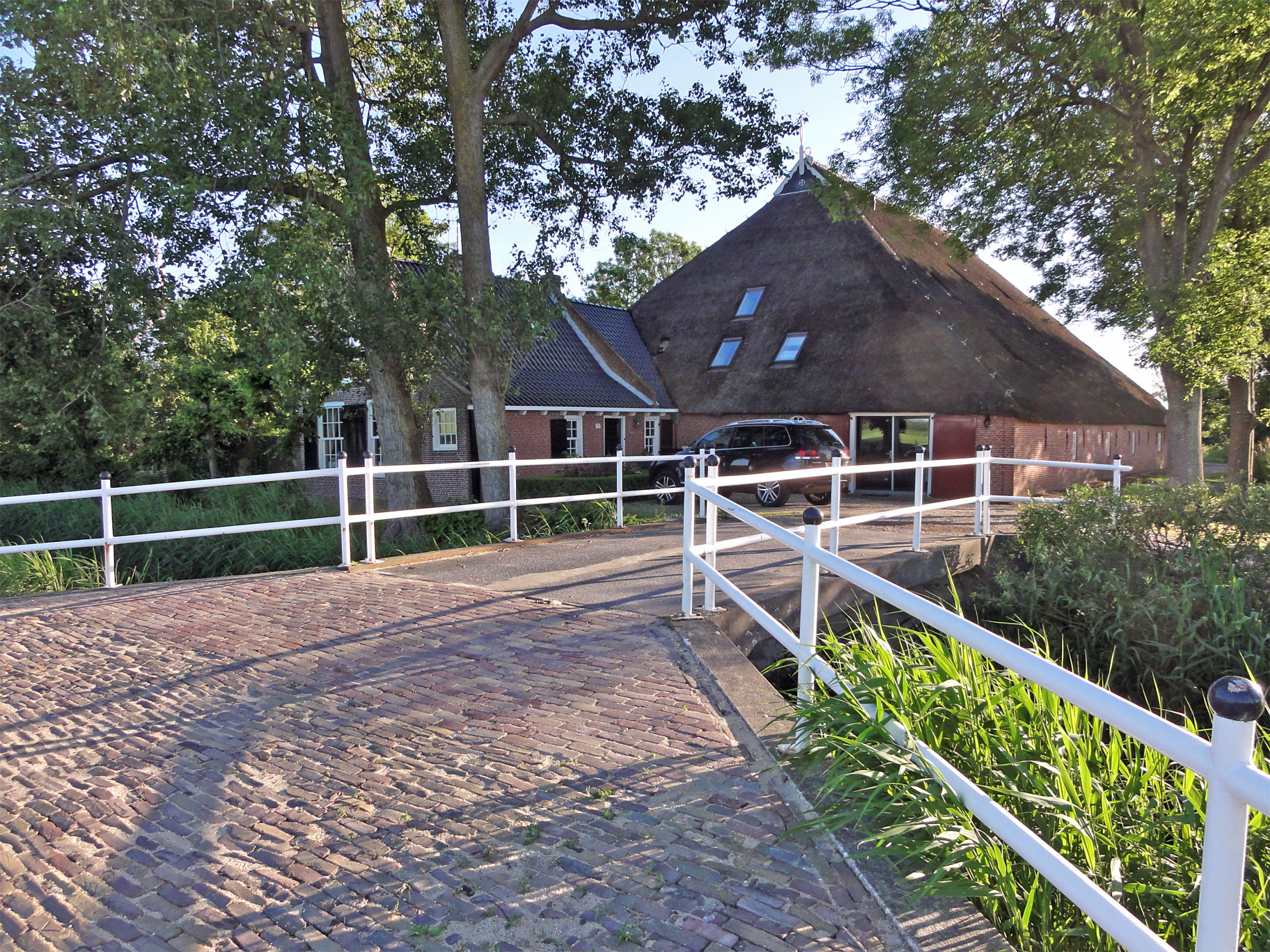
Boerderij
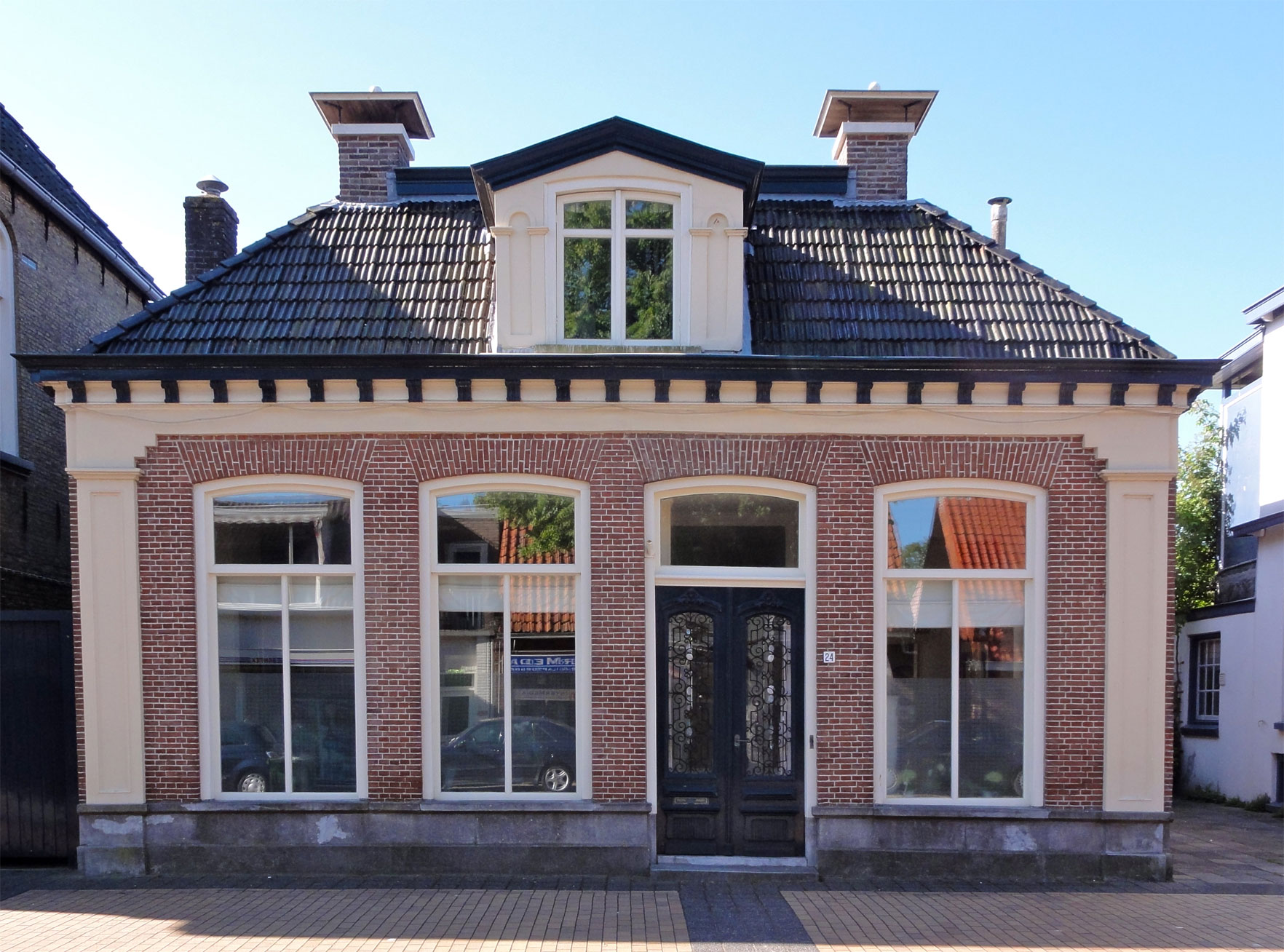
Rijksmonument aan de Van Harenstraat
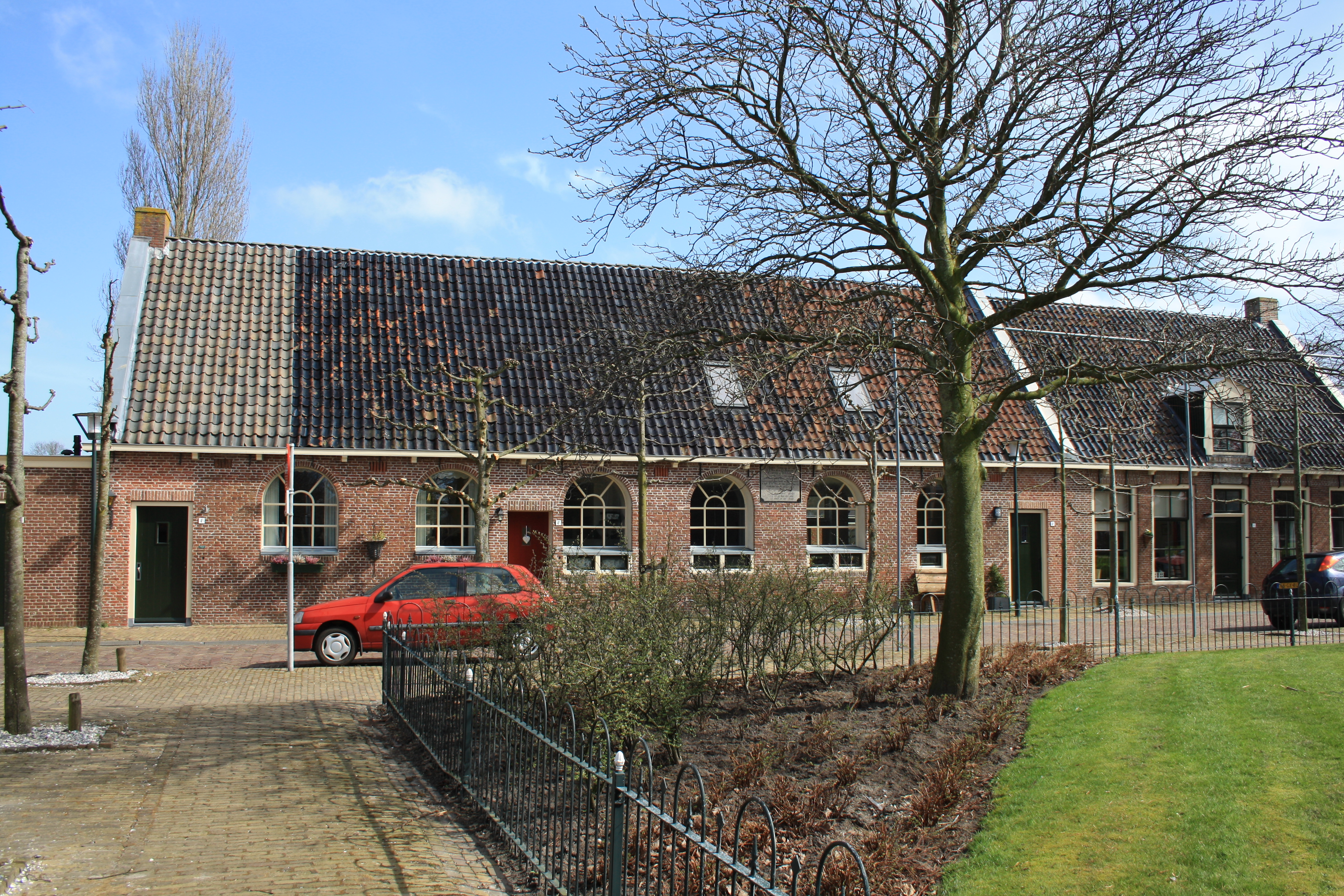
Voormalige school
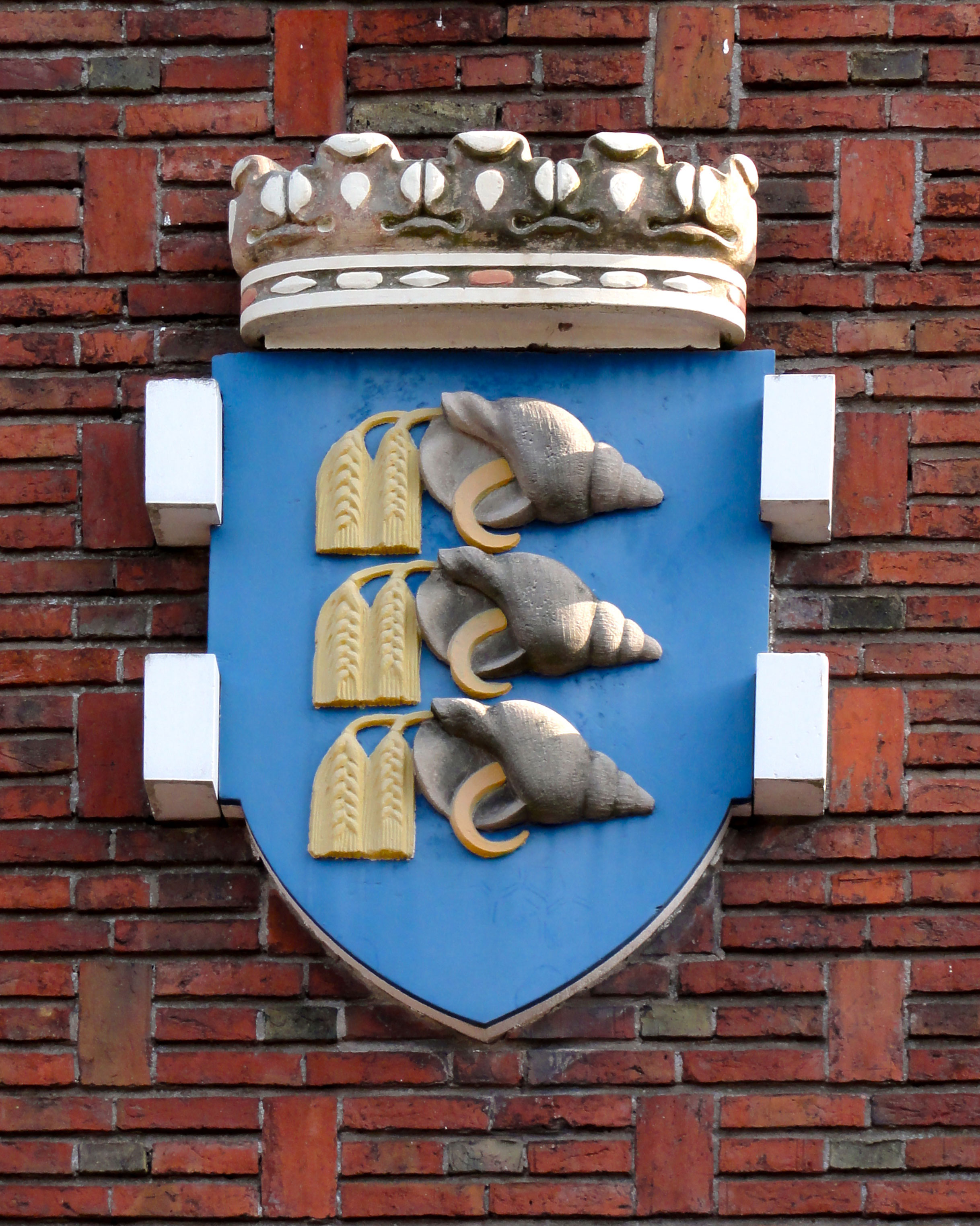
Het gemeentewapen van het Bildt
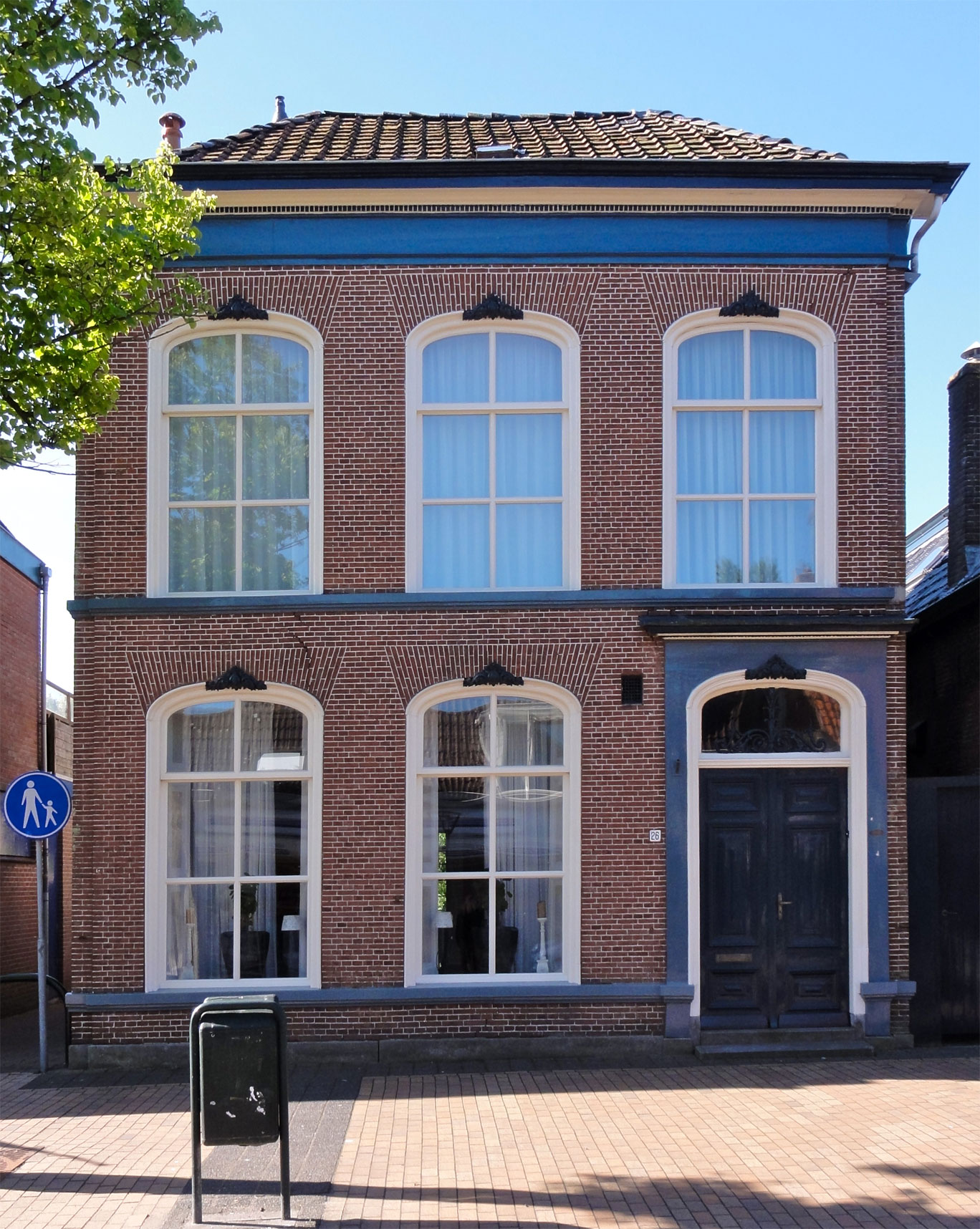
Rijksmonument aan de Van Harenstraat
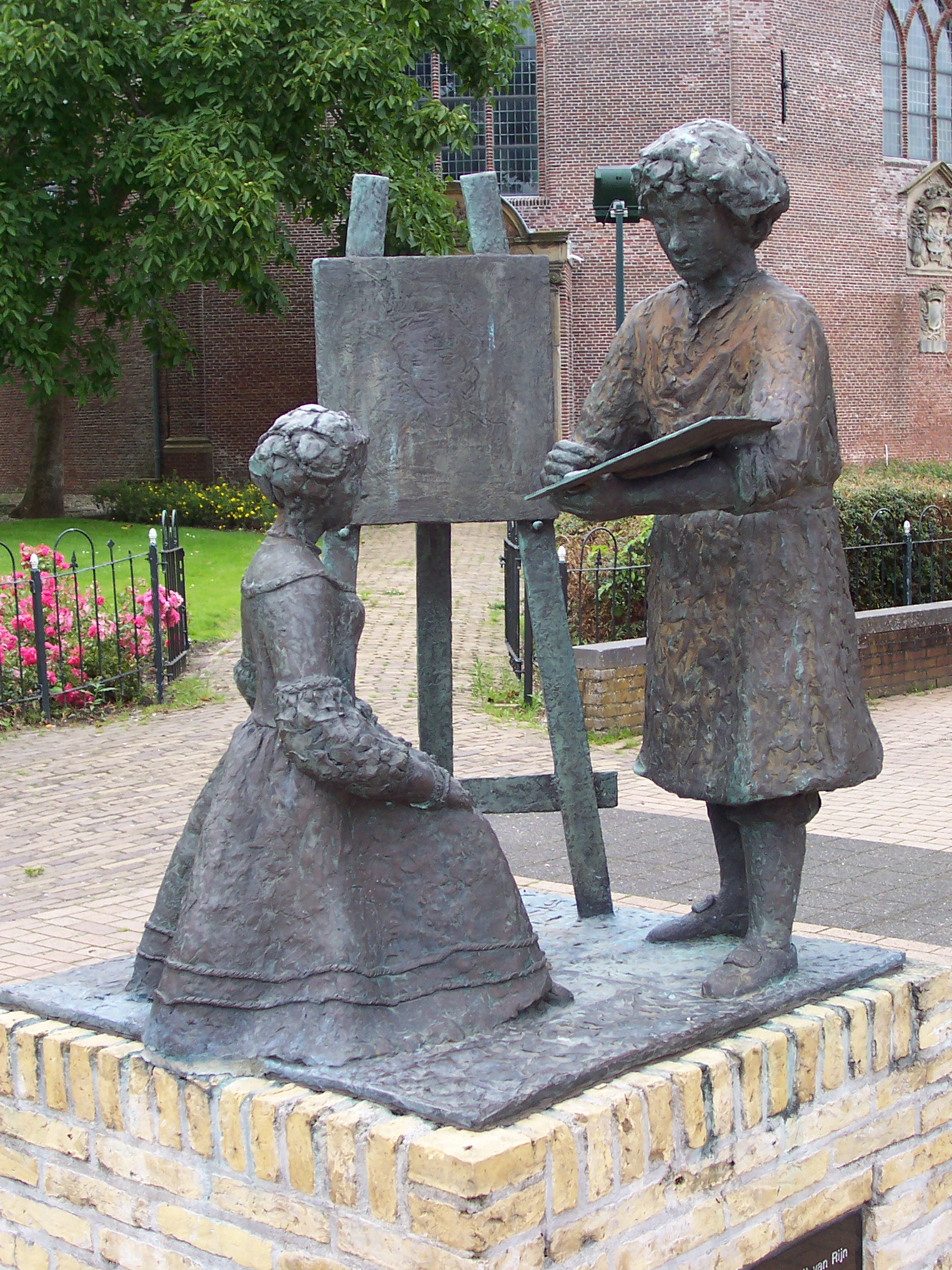
Bronzen beeld van Rembrandt en Saskia
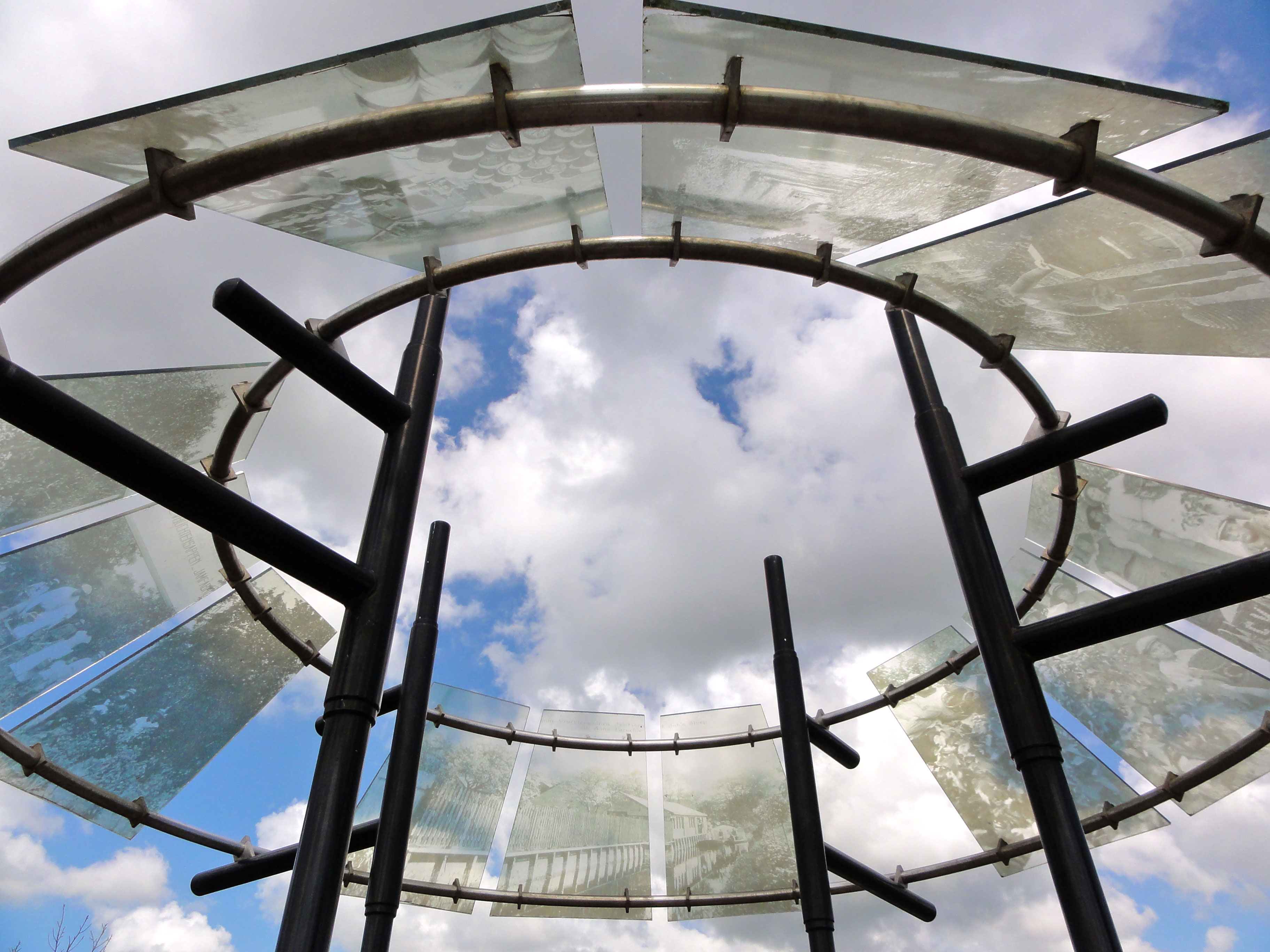
Monument voor de fruitteelt

Steden, dorpen en gehuchten: Achlum · Baijum · Beetgum · Beetgumermolen · Berlikum · Blessum · Boer · Boksum · Deinum · Dongjum · Dronrijp · Engelum · Firdgum · Franeker · Herbaijum · Hitzum · Klooster-Lidlum · Marssum · Menaldum · Minnertsga · Nij Altoenae · Oosterbierum · Oudebildtzijl · Peins · Pietersbierum · Ried · Ritsumazijl · Schalsum · Schingen · Sexbierum · Sint Annaparochie · Sint Jacobiparochie · Slappeterp · Spannum · Tzum · Tzummarum · Vrouwenparochie · Welsrijp · Westhoek · Wier · Winsum · Zweins

Buurtschappen: Arkens · Bonkwerd · Dijkshoek · Doijum · Fatum · Hatsum · Het Hooghout · Kie · Kiesterzijl · Kingmatille · Klooster Anjum · Koehool · Laakwerd · Lutjelollum · Miedum · Nieuwebildtzijl · Oosterend · Oosthoek · Rewerd (deels) · Roptazijl (deels) · Salverd · Schildum · Sopsum · Stad Niks · Tolsum · Tritzum · Tjeppenboer · Vrouwbuurtstermolen (deels) ·  Weakens · Westerend · Zwarte Haan

Voormalige buurtschappen:Barrum · De Kampen · De Poelen · De Vlaren · Dijksterhuizen · Franjumerburen · Holprijp · Koum · Langwerd · Teetlum · Memerd · War 

Friesland: Steden en dorpen      Nederland: Provincies · Gemeenten